# Batman (serie animata 1968)
Batman (Batman with Robin the Boy Wonder) è una serie animata statunitense basata sui personaggi di Batman e Robin. È stata prodotta dalla Filmation e trasmessa su CBS dal 14 settembre 1968 al 4 gennaio 1969, all'interno del programma contenitore The Batman/Superman Hour. In Italia è stata trasmessa dal 23 giugno 1978 su Antenna Sicilia.

## Trama
Batman, il cavaliere oscuro, e Robin, il ragazzo meraviglia, affrontano vari ladri per difendere la città di Gotham.

## Episodi
In ogni puntata sono inclusi due episodi: il primo dura 13 minuti, mentre il secondo 6.
In Italia gli episodi sono stati trasmessi con un ordine differente rispetto a quello originale statunitense.
| Nº USA | Nº Ita | Titolo originale                          | Titolo italiano                      | Prima TV USA      | Prima TV Italia   |
| ------ | ------ | ----------------------------------------- | ------------------------------------ | ----------------- | ----------------- |
| 1      | 29     | My Crime Is Your Crime                    | Un crimine perfetto                  | 14 settembre 1968 | 22 settembre 1978 |
| 1      | 1      | A Bird Out of Hand                        | Il pinguino si ravvede?              | 14 settembre 1968 | 23 giugno 1978    |
| 2      | 25     | The Cool, Cruel Mr. Freeze                | Una nuova diavoleria del signor Gelo | 21 settembre 1968 | 15 settembre 1978 |
| 2      | 26     | The Joke's on Robin                       | Povero Robin                         | 21 settembre 1968 | 15 settembre 1978 |
| 3      | 2      | How Many Herring in a Wheelbarrow?        | Al laboratorio di Gotham             | 28 settembre 1968 | 23 giugno 1978    |
| 3      | 32     | In Again, Out Again Penguin               | Di nuovo il Pinguino!                | 28 settembre 1968 | 25 settembre 1978 |
| 4      | 31     | The Nine Lives of Batman                  | Le nove vite di Batman               | 5 ottobre 1968    | 25 settembre 1978 |
| 4      | 8      | Long John Joker                           | Joker lunga mano                     | 5 ottobre 1968    | 14 luglio 1978    |
| 5      | 5      | Bubi, Bubi, Who's Got the Ruby?           | Il rubino Marawy                     | 12 ottobre 1968   | 7 luglio 1978     |
| 5      | 9      | 1001 Faces of the Riddler                 | Le mille e una faccia dell'indovino  | 12 ottobre 1968   | 21 luglio 1978    |
| 6      | 7      | The Big Birthday Caper                    | Il cavallo di Troia                  | 19 ottobre 1968   | 14 luglio 1978    |
| 6      | 34     | Two Penguins Too Many                     | Due Pinguini di troppo               | 19 ottobre 1968   | 26 settembre 1978 |
| 7      | 33     | Partners in Peril                         | I terribili tre                      | 26 ottobre 1968   | 26 settembre 1978 |
| 7      | 6      | The Underworld Underground Caper          | La vendetta del Capo Crociato        | 26 ottobre 1968   | 7 luglio 1978     |
| 8      | 11     | Hizzoner the Joker                        | Batman e Robin in carcere            | 2 novembre 1968   | 28 luglio 1978    |
| 8      | 14     | Freeze's Frozen Vikings                   | I vichinghi                          | 2 novembre 1968   | 4 agosto 1978     |
| 9      | 10     | The Crime Computer                        | Il computer del crimine              | 9 novembre 1968   | 21 luglio 1978    |
| 9      | 16     | The Great Scarecrow Scare                 | Lo Spaventapasseri                   | 9 novembre 1968   | 11 agosto 1978    |
| 10     | 19     | A Game of Cat and Mouse                   | Il gioco del gatto e del topo        | 16 novembre 1968  | 25 agosto 1978    |
| 10     | 30     | Beware of Living Dolls                    | Attenti alle bambole viventi!        | 16 novembre 1968  | 22 settembre 1978 |
| 11     | 13     | Will the Real Robin Please Stand Up       | Il falso Robin                       | 23 novembre 1968  | 4 agosto 1978     |
| 11     | 18     | He Who Swipes the Ice, Goes to the Cooler | Il signor Gelo                       | 23 novembre 1968  | 18 agosto 1978    |
| 12     | 15     | Simon the Pieman                          | Simon il pasticciere                 | 30 novembre 1968  | 11 agosto 1978    |
| 12     | 20     | A Mad, Mad Tea Party                      | Un pezzo di tea-party                | 30 novembre 1968  | 25 agosto 1978    |
| 13     | 17     | From Catwoman with Love                   | San Valentino                        | 7 dicembre 1968   | 18 agosto 1978    |
| 13     | 24     | Perilous Playthings                       | Pericolosi giocattoli                | 7 dicembre 1968   | 8 settembre 1978  |
| 14     | 23     | A Perfidious Pieman Is Simon              | Charlotte, faccia d'angelo           | 14 dicembre 1968  | 8 settembre 1978  |
| 14     | 22     | Cool, Cruel Christmas Caper               | Un freddo, crudele Natale            | 14 dicembre 1968  | 1º settembre 1978 |
| 15     | 21     | The Fiendishly Frigid Fraud               | Una truffa diabolicamente gelida     | 21 dicembre 1968  | 1º settembre 1978 |
| 15     | 28     | Enter the Judge                           | La giustizia è salva                 | 21 dicembre 1968  | 18 settembre 1978 |
| 16     | 27     | The Jigsaw Jeopardy                       | Il re degli indovinelli              | 28 dicembre 1968  | 18 settembre 1978 |
| 16     | 4      | Wrath of the Riddler                      | L'ira dell'indovino                  | 28 dicembre 1968  | 30 giugno 1978    |
| 17     | 3      | It Takes Two to Make a Team               | Il tesoro degli Incas                | 4 gennaio 1969    | 30 giugno 1978    |
| 17     | 12     | Opera Buffa                               | Il crimine non si ferma              | 4 gennaio 1969    | 28 luglio 1978    |